# Кресуэлл, Фредерик
Полковник Фредерик Хью Пейдж Кресуэлл (англ. Frederic Hugh Page Creswell; 13 ноября 1866 — 25 августа 1948) — южноафриканский политик из Лейбористской партии, бывший министром обороны с 30 июня 1924 года по 29 марта 1933 года.

## Семья и ранние годы
Сын Эдмунда Кресуэлла, заместителя генерального почтмейстера Гибралтара и инспектора Средиземноморья, от брака с Мэри М. В. Фрейзер. Родился в Гибралтаре и получил образование в Англии.
Брат Кресуэлла Эдмунд (1849—1931) играл за «Ройял Энджинирс» в первом финале Кубка Англии в 1872 году. Другой брат, Уильям (1852—1933), стал вице-адмиралом и известен как «отец» Королевского австралийского флота.

## Карьера и военная служба
Кресуэлл работал горным инженером в Венесуэле, Османской империи, Родезии и Трансваале, прежде чем стать управляющим шахты Durban Deep Mine в Рудепурте. В начале Второй англо-бурской войны в 1899 году он был произведён в чин лейтенанта в недавно сформированном Имперском полке легкой кавалерии. С восстановлением добычи полезных ископаемых на Витватерсранде он стал генеральным директором рудника Village Main Reef.
После противодействия ввозу китайских рабочих в Трансвааль он ушёл с поста управляющего в 1903 году. Продолжая играть ведущую роль в кампании по прекращению использования китайской рабочей силы, представлял себя как «защитник белых рабочих», выступавший за иммиграцию лиц европейского происхождения как решение проблем нехватки рабочей силы в Южной Африке.
В годы Первой мировой войны во время кампании в Юго-Западной Африке 1914—1915 годов Кресуэлл был вторым командиром рэндского стрелкового полка. В 1916—1917 годах он командовал 8-м южноафриканским пехотным полком в Восточно-Африканской кампании в звании подполковника.

## Политическая деятельность
На парламентских выборах 1910 года он был избран в Палату собрания парламента Южно-Африканского Союза, представляя новую Южноафриканскую лейбористскую партию, лидером которой он был с 1910 по 1929 год. Он оставался депатутом до 1938 года.
За поддержку забастовок шахтеров в 1913 и 1914 годах его арестовали и заключили в тюрьму на месяц. Подавление стачек правительством Смэтса повлияло на Кресуэлла и лейбористов, заключивших союз с Дж. Б. М. Герцогом и Национальной партией, в результате чего лейбористы присоединились в качестве младшего партнера к возглавляемому Национальной партией коалиционному правительству, а сам Кресуэлл вошёл в кабинет министров. Помимо должности министра обороны ЮАР с 1924 по март 1933 года, Кресуэлл одновременно был министром труда в 1924—1925 годах и снова в 1929—1933 годах.
Альянс с националистами в конечном итоге привёл к расколу в Лейбористской партии, когда в 1928 году Герцог исключил из кабинета министров депутата-лейбориста Уолтера Маделя из-за его поддержки многорасового Профсоюза работников промышленности и торговли. Кресуэлл и его сторонники остались в правительстве и стали известны как фракция «Лейбористы Кресуэлла», в то время как Мэдли и другие депутаты-лейбористы присоединились к оппозиции и стали известны как «Лейбористы Национального совета» (из-за их поддержки со стороны национального совета Лейбористской партии). В 1933 году лейбористская фракция Кресуэлла распалась, и её члены присоединились к партии Герцога.
После всеобщих выборов 1933 года Герцог сформировал коалицию со Смэтсом и его Южноафриканской партией, в результате чего партии слились в Объединённую партию, а Кресуэлл остался вне кабинета министров. Он оставался членом Палаты собрания до 1938 года, после чего ушёл из политики.
В 1935 году он был председателем Ежегодной конференции Международной организации труда, проходившей в Женеве.

## Личная жизнь
В 1920 году Кресуэлл женился на Маргарет, дочери преподобного Х. Бойза, бывшего ректора Лейер-Марни (Эссекс, Англия). Детей у них не было. Кресуэлл умер 25 августа 1948 года в Кёйлсрифире. Его прах был захоронен в Саду памяти в Эппинге, недалеко от Кейптауна.
В его честь назван быстроходный ударный корабль ВМС ЮАР.